# Orrville, Alabama
Orrville là một thị trấn thuộc quận Dallas, tiểu bang Alabama, Hoa Kỳ. Dân số năm 2009 là 203 người, mật độ đạt 76 người/km².